# Bercloux
Bercloux is een gemeente in het Franse departement Charente-Maritime (regio Nouvelle-Aquitaine) en telt 353 inwoners (2005). De plaats maakt deel uit van het arrondissement Saint-Jean-d'Angély.

## Geografie
De oppervlakte van Bercloux bedraagt 9,5 km², de bevolkingsdichtheid is 37,2 inwoners per km².
De onderstaande kaart toont de ligging van Bercloux met de belangrijkste infrastructuur en aangrenzende gemeenten.

## Demografie
Onderstaande figuur toont het verloop van het inwonertal (bron: INSEE-tellingen).